# Сомюр (округ)
Округ Сомюр (фр. Arrondissement de Saumur) — округ у Франції, в департаменті Мен і Луара. 2023 року округ об'єднував 52 муніципалітети, населення становило 133 343 особи.
Адміністративний центр (супрефектура) — Сомюр.

## Муніципалітети
Список муніципалітетів округу та їхні коди INSEE:
1. Аллонн (49002)
2. Антуаньє (49009)
3. Артанн-сюр-Туе (49011)
4. Бельвінь-ле-Шато (49060)
5. Блу (49030)
6. Боже-ан-Анжу (49018)
7. Бофор-ан-Анжу (49021)
8. Брен-сюр-Аллонн (49041)
9. Броссе (49053)
10. Варенн-сюр-Луар (49361)
11. Варрен (49362)
12. Вернант (49368)
13. Вернуаль-ле-Фурр'є (49369)
14. Веррі (49370)
15. Віві (49378)
16. Вільберньє (49374)
17. Воде (49364)
18. Денезе-су-Дуе (49121)
19. Дістре (49123)
20. Дуе-ан-Анжу (49125)
21. Еп'є (49131)
22. Женн-Валь-де-Луар (49261)
23. Курлеон (49114)
24. Куршам (49113)
25. Ла-Брей-ле-Пен (49045)
26. Ла-Ланд-Шаль (49171)
27. Ла-Менітре (49201)
28. Ла-Пельрин (49237)
29. Ле-Буа-д'Анжу (49138)
30. Ле-Кудре-Макуар (49112)
31. Ле-Пюї-Нотр-Дам (49253)
32. Лез-Юльм (49359)
33. Лонге-Жумель (49180)
34. Луресс-Рошменьє (49182)
35. Мазе-Мілон (49194)
36. Монсоро (49219)
37. Монтрей-Белле (49215)
38. Муліерн (49221)
39. Неє (49224)
40. Нуаян-Віллаж (49228)
41. Парне (49235)
42. Ру-Марсон (49262)
43. Сен-Жуст-сюр-Дів (49291)
44. Сен-Клеман-де-Леве (49272)
45. Сен-Макер-дю-Буа (49302)
46. Сен-Фільбер-дю-Пепль (49311)
47. Сізе-ла-Маделен (49100)
48. Сомюр (49328)
49. Сузе-Шампіньї (49341)
50. Тюркан (49358)
51. Тюффален (49003)
52. Фонтевро-л'Аббеї (49140)